# Ignacio Morales
Ignacio Morales (né le 28 janvier 1987) est un athlète cubain, spécialiste du 110 m haies.
Son meilleur temps est de 13 s 48 obtenu à La Havane le 4 juin 2013. Il remporte le titre lors des Championnats ibéro-américains 2012.